# Österreichische Judo-Damen-Mannschaftsmeisterschaft 2008
Die Österreichische Judo-Damen-Mannschaftsmeisterschaft 2008 ermittelte zum 27. Mal den Österreichischen Mannschaftsmeisters im Judo. Sie wurde vom Österreichischen Judoverband ausgetragen. Sieger war zum 1. Mal der Vereinsgeschichte der LZ Wels.

## Tabelle
| Position | Mannschaft            | # | Ort               | Bundesland     | Quelle |
| -------- | --------------------- | - | ----------------- | -------------- | ------ |
| 1        | LZ Wels               | 3 | Wels              | Oberösterreich | [ 2 ]  |
| 2        | UJZ Mühlviertel       | 3 | Niederwaldkirchen | Oberösterreich | [ 3 ]  |
|          | Creativ Graz          |   | Graz              | Steiermark     | [ 4 ]  |
|          | JC Vienna Samurai     |   | Leopoldstadt      | Wien           | [ 3 ]  |
|          | Judozentrum Innsbruck |   | Innsbruck         | Tirol          | [ 3 ]  |

Stand: 2025-03-15

## Begegnungen
| Round  | Datum             | Ort  | Mannschaft 1    | Mannschaft 2      | Siege 1 | Siege 2 | Quelle |
| ------ | ----------------- | ---- | --------------- | ----------------- | ------- | ------- | ------ |
| Finale | 01. November 2008 | Wels | LZ Wels         | UJZ Mühlviertel   | 3       | 2       | [ 3 ]  |
|        | 01. November 2008 | Wels | LZ Wels         | JC Vienna Samurai | 4       | 1       | [ 3 ]  |
|        | 01. November 2008 | Wels | LZ Wels         | Innsbruck         | 4       | 1       | [ 3 ]  |
|        | 01. November 2008 | Wels | UJZ Mühlviertel | Creativ Graz      | 4       | 1       | [ 4 ]  |

## Kader des österreichischen Meisters
| Mannschaft | Name                       | Gewichtsklasse | Land    | # | S | U | N | Sieg | UBW | Quelle |
| ---------- | -------------------------- | -------------- | ------- | - | - | - | - | ---- | --- | ------ |
| LZ Wels    | Fabiane Hukuda-Strubreiter |                | Austria |   |   |   |   | 1    | 10  | [ 3 ]  |
| LZ Wels    | Petra Steinbauer           |                | Austria |   |   |   |   | 1    | 10  | [ 3 ]  |
| LZ Wels    | Sabrina Filzmoser          | -63 kg         | Austria | 3 | 3 | 0 | 0 | 3    | 30  | [ 3 ]  |
| LZ Wels    | Christine Füreder          |                | Austria |   |   |   |   |      |     | [ 3 ]  |
| LZ Wels    | Desiree Hufnagl            |                | Austria |   |   |   |   |      |     | [ 3 ]  |
| LZ Wels    | Magdalena Plasser          |                | Austria |   |   |   |   |      |     | [ 3 ]  |
| LZ Wels    | Julia Reisinger            |                | Austria |   |   |   |   |      |     | [ 3 ]  |
| LZ Wels    | Lisa Wöss                  |                | Austria |   |   |   |   |      |     | [ 3 ]  |
| LZ Wels    | Willi Reizelsdorfer        | Trainer        | Austria |   |   |   |   |      |     | [ 3 ]  |

Legende: S = Siege, N = Niederlagen, U = Unentschieden, UBW = Unterbewertung